# Paraswammerdamia lutarea
Paraswammerdamia lutarea là một loài bướm đêm thuộc họ Yponomeutidae. Nó được tìm thấy ở châu Âu.
Sải cánh dài 11–14 mm. Con trưởng thành bay vào tháng 7 tùy theo địa điểm.
Ấu trùng ăn Crataegus, Sorbus aucuparia, Rosa và Cotoneaster horizontalis.

## Hình ảnh

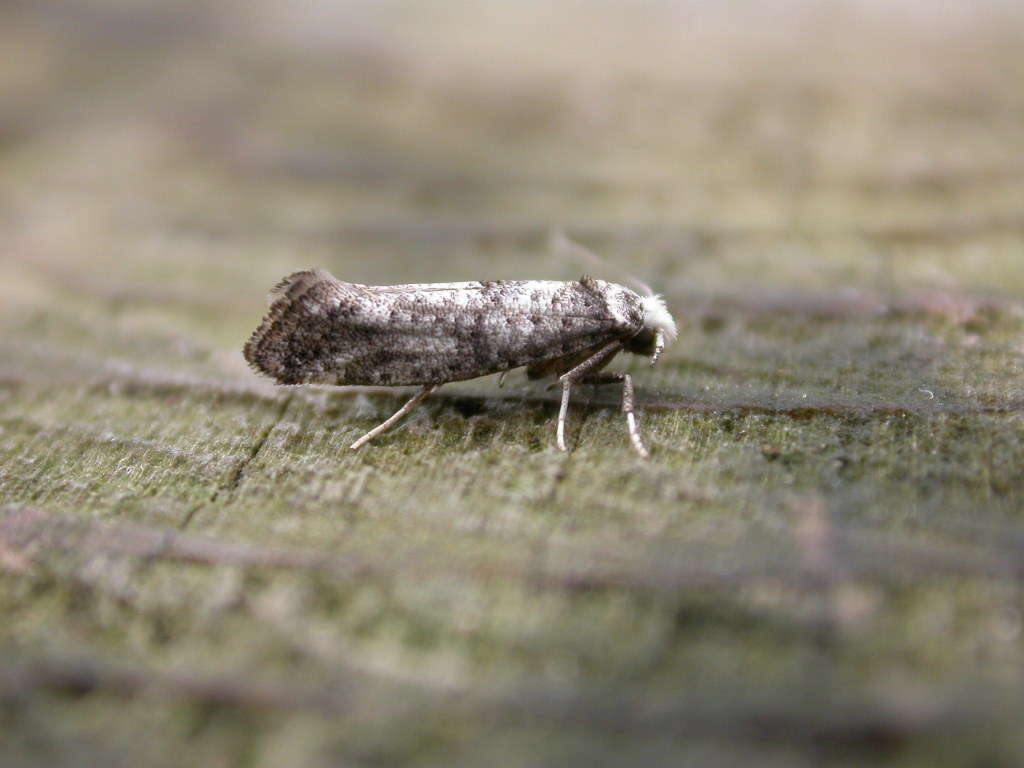
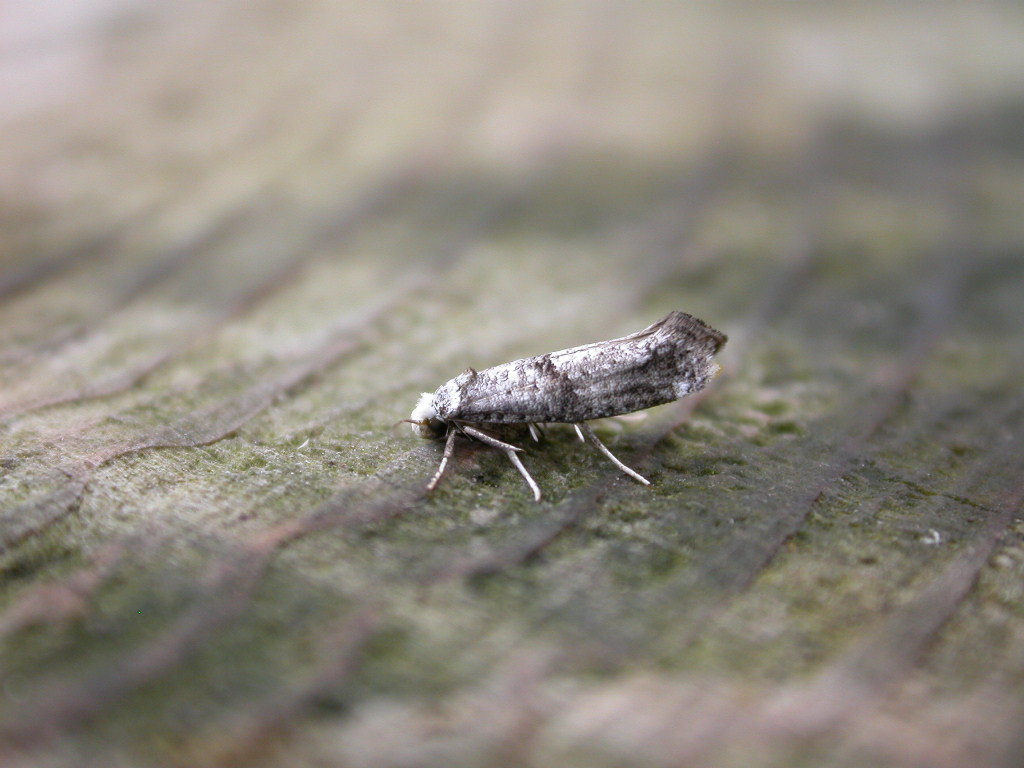